# Glenea oreophila
Glenea oreophila là một loài bọ cánh cứng trong họ Cerambycidae.